# Varco Sabino
Varco Sabino – miejscowość i gmina we Włoszech, w regionie Lacjum, w prowincji Rieti.
Według danych na rok 2004 gminę zamieszkiwały 263 osoby, 11 os./km².